# Трупно вкочаняване
Трупното вкочаняване (лат. rigor mortis) е един от признаците на смъртта, причинен от химическите промени в мускулите след настъпването на смъртта. Процесът се характеризира с втвърдяването на телесните крайници.

## Физически промени
Трупното вкочаняване настъпва между 2 – 6 часа след смъртта, при което мускулите се втвърдяват. Всички мускули в тялото са засегнати, като се започне с клепачите, шията и челюстта. Последователността се дължи на разликата в нивата на млечна киселина в мускулите. След това трупното вкочаняване се разпространява към другите мускули в рамките на следващите 4 – 6 часа, включително към вътрешните органи. Началото на трупното вкочаняване се влияе от възрастта, пола, физическото състояние и мускулестата конструкция на индивида. Трупното вкочаняване може да не бъде наблюдавано при много кърмачета и деца поради тяхната малка мускулна маса.

## Патогенеза
Знае се, че аденозинтрифосфорната киселина (АТФ) е необходима не само за съкращението, но и за отпускането на мускулите. Съкращението на мускулното влакно става чрез приплъзване на актиновите миофиламенти. Трупното вкочаняване възниква, когато АТФ силно намалее и комплексът актин-миозин става стабилен. Приживе това се наблюдава при крайна умора на мускула. Поради пълно изчерпване на АТФ мускулите стават плътни – втвърдени. Този процес постепенно обхваща всички мускули за около 24 ч. След това започва процес на отпускане. В условията на започнало гниене съкратителните белтъци се разграждат, мускулът се дезорганизира и омеква. В кулинарията това се нарича зреене на месото.